# ひとり (浅香唯の曲)
「ひとり」は、1993年2月24日にリリースされた浅香唯の22枚目のシングル。

## 解説
- 同時発売のオリジナル・アルバム『CONTRAST』からのシングルカットである。カップリングの「この手を伸ばして」はアルバム未収録。
- 1993年2月末、デビュー時から約8年間所属していたマイカルハミングバードを退社し、このシングルが同レコード会社在籍時の最後のシングルとなった。その後、無期限（結果的には4年半）の休業に入った。
- 作曲者の安田信二がBANANASとして後にセルフカバーしている。

## 収録曲
1. ひとり
作詞：穂早菜／作曲・編曲：安田信二
2. この手を伸ばして
作詞：帆苅伸子／作曲：鮎川麻弥／編曲：和泉一弥

## 関連作品
- ひとり
  - CONTRAST
  - ANNIVERSARY 2824 （ライブ・アルバム）
  - 浅香唯大全集 THE COMPLETE BOX
  - CRYSTALS 〜25th Anniversary Best〜
  - 浅香唯 30周年記念コンプリートBOX

- この手を伸ばして
  - 浅香唯大全集 THE COMPLETE BOX
  - 浅香唯 30周年記念コンプリートBOX